# БТР-50
БТР-50П — бронетранспортёр на базе шасси лёгкого плавающего танка ПТ-76.
Имеет высокую вместимость — 20 десантников. Также способен перевозить на крыше, на плаву, до 2 тонн груза, например миномёт или 85-мм орудие, причём из него на плаву можно вести огонь. Выпускался в СССР до 1970 года, в Чехословакии до 1972.

## История
БТР-50П разработан конструкторским бюро Ж. Я. Котина в 1952 году, главный конструктор разработки — Н. Ф. Шашмурин.
На вооружение бронетранспортёр принят в 1954 году.
БТР-50П производился с 1952 по 1954 год.

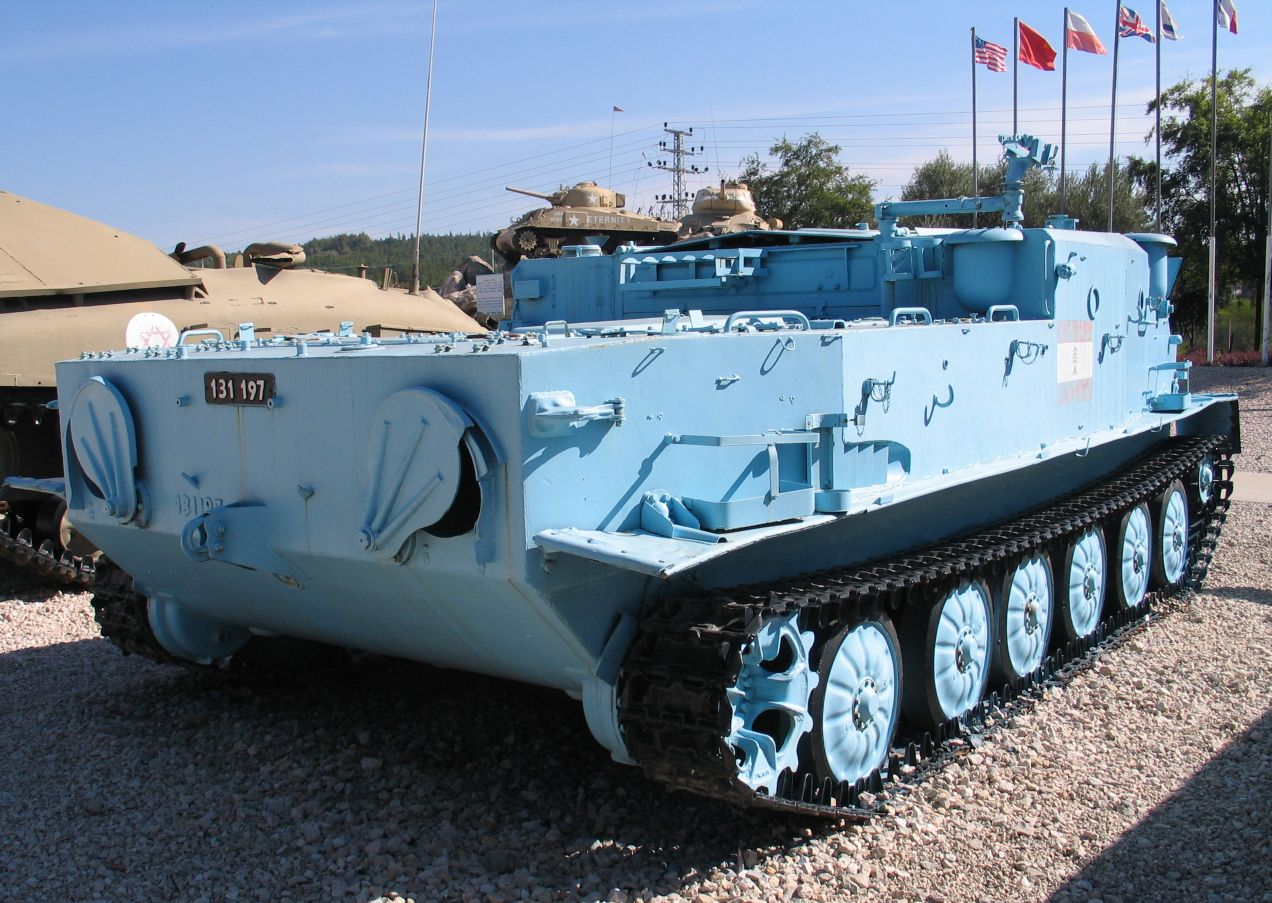
На плаву БТР-50 перемещается при помощи гидрореактивного водомётного движителя

С 1954 года производился бронетранспортёр БТР-50ПА, который отличался установкой 14,5-мм пулемёта КПВТ, из которого имелась возможность вести огонь с углом возвышения +85°, снижения −3°.
В 1955 году на шасси БТР-50П были разработаны: серийный БТР-50П2 с зенитной установкой ЗТПУ-2 и опытный БТР-50П4 с зенитной установкой ЗТПУ-4.
В 1958 году был принят на вооружение бронетранспортёр БТР-50ПК, а с 1959 года БТР-50ПК серийно выпускался на Волгоградском тракторном заводе. БТР-50ПК имел броневую крышу десантного отделения и был вооружён 7,62-мм пулемётом СГМБ.
БТР-50 под названием TOPAS OT-62C производился также с 1958 года в Чехословакии на заводе «Подполянске строярне» в Детве. В большой серии в 1962—1972 годах. Также БТР-50П под названием Тип 66 (WZ-511) производился в КНР.

## Модернизации
- Вариант модернизации БТР-50 (ОТ-62 «Topaz») заводом им. Малышева в 2010 году[4]. Схема модернизации этих машин предусматривает установку одного из двух вариантов боевого модуля в составе 30-мм автоматической пушки ЗТМ1 или 2А72, 7,62-мм пулемёта КТ-7,62 или ПКТ, противотанкового ракетного комплекса «Конкурс» и автоматического гранатомёта АГС-17. Силовая установка с двигателем В-6 заменяется силовой установкой с двигателем УТД-20 мощностью 300 л.с. либо многотопливным дизелем ЗТД-2 мощностью 350 л.с. в комплекте с пятиступенчатой коробкой передач с планетарными механизмами поворота и доработкой узлов ходовой части. В результате скорость по шоссе увеличилась до 60 км/ч.

- Вариант модернизации БТР-50 ОАО «Муромтепловоз». Схема модернизации предусматривает установку боевого модуля МБ2-03, с 30-мм автоматической пушкой 2А72, 7,62-мм пулемётом ПКТМ и автоматическим гранатомётом АГ-17. Устанавливается новый 4-тактный дизель ЯМЗ-7601 с турбонаддувом мощностью 300 л.с., с механической трансмиссией с гидрообъёмным механизмом управления поворотом. В результате скорость по шоссе увеличилась до 63,1 км/ч. Масса возросла до 15 670 кг.

- БТР-50ПКМ — белорусский проект модернизации, бронетранспортёров семейства БТР-50 (БТР-50П, БТР-50ПУ, БТР-50ПК, ПТ-76, ПТ-76Б) и машин, имеющих однотипное шасси (ОТ-62 «Топаз»). Установлен новый дизельный двигатель повышенной мощности и трансмиссия, объединённые в силовой блок. При этом максимальная скорость увеличилась до 60 км/ч, а запас хода — до 450 км. Также улучшены эргономические характеристики.

- БТР-50S — сербская модернизация БТР-50ПК, разработана в 2004—2005 гг. на экспорт. Установлена башня M91E-II от БМП M80 c 30-мм автоматической пушкой, 7,62-мм пулемётом Zastava M-86, двумя пусковыми установками ПТРК 9М14М «Малютка» и четырьмя 82-мм дымовыми гранатомётами М-78[5].

- БТР-50ПМ — индонезийская модернизация. На машине установлен новый двигатель мощностью 270 л.с. В результате скорость по шоссе увеличилась до 50 км/ч, а запас хода составляет 400 км. Экипаж 3 человека, десант 14 человек.

- PAL-AFV — индонезийская модернизация БТР-50ПМ. На машине установлен новый двигатель мощностью 300 л.с. Изменена носовая часть и МТО. В результате скорость по шоссе увеличилась до 60 км/ч, а запас хода составляет 480 км. Масса возросла до 14 700 кг. Экипаж 3 человека, десант 14 человек.

## Машины на базе
- БТР-50ПУ — командно-штабная машина;
- Пингвин (объект 209) — антарктический вездеход;
- объект 210 — вездеход на базе БТР-50П для личного состава Северного флота (1958);
- объект 211 — опытный, с ГТД-350 мощностью 350 л.с. (1963—1964);
- УР-67 — самоходная установка разминирования;
- МТП-1 — машина технической помощи;
- МТП-50М — белорусская машина технической помощи, производства «Минотор-сервис»;
- МТП-300Т — белорусская машина технической помощи, производства «Минотор-сервис».

## Применение
В 1981 году БТР-50 считался машиной исключительно для командира полка, поэтому её нельзя воспринимать, как обычную бронемашину для перевозки пехоты. Тем не менее, Таманская дивизия была полностью обеспечена БТР-50П, но они использовались лишь для парадов.
Российско-украинская война — из-за больших потерь бронетехники российская армия сняла БТР-50 с хранения для использования в боевых действиях. В марте 2023 года британская разведка сообщила о переброске этих устаревших бронетранспортёров на фронт, что подтвердилось фотоматериалами с российской стороны. В октябре того же года зафиксирована первая потеря БТР-50 на фронте.

## Операторы

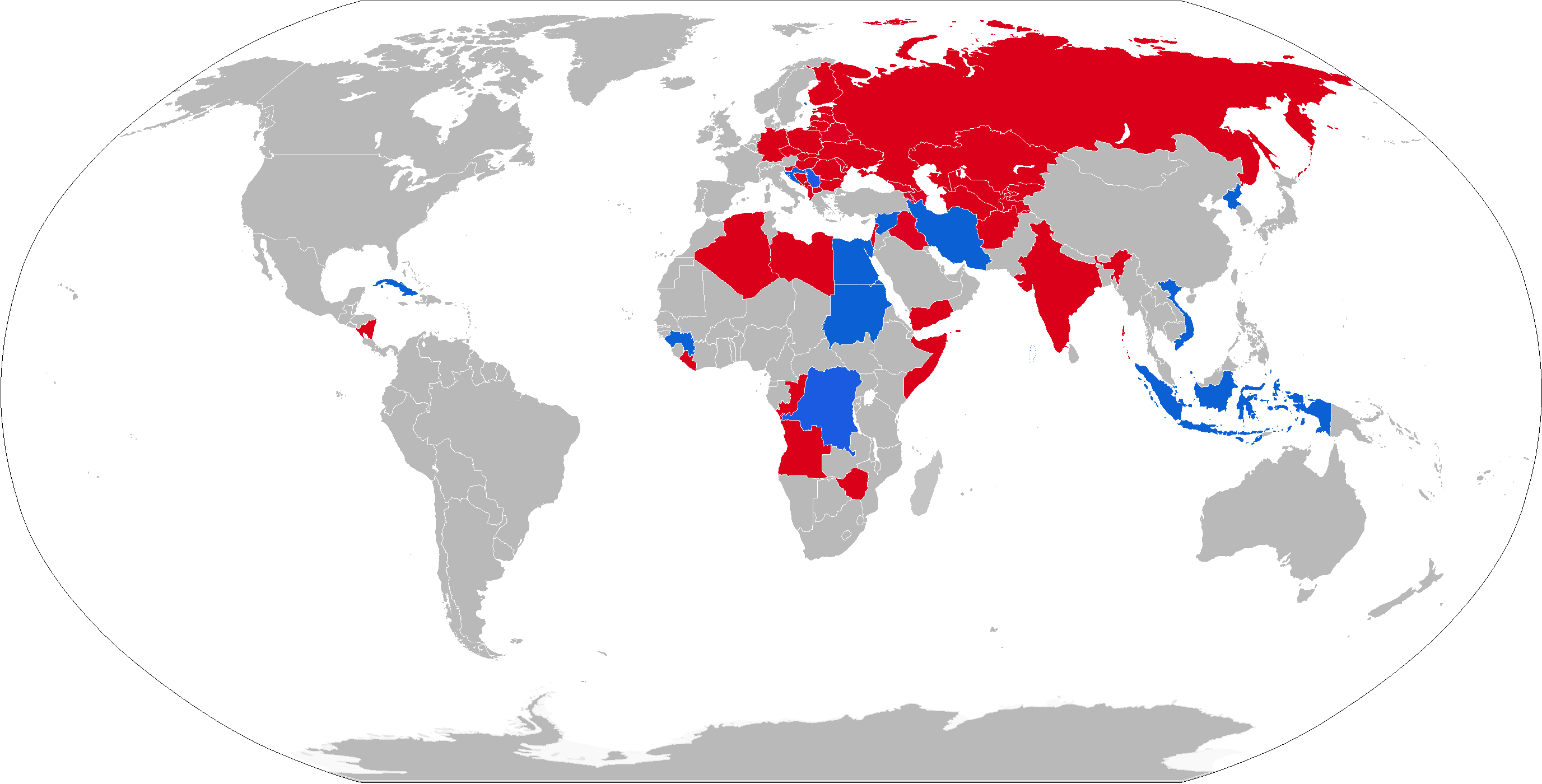
Карта операторов БТР-50 на 2023 год

### Современные
- Вьетнам — некоторое количество БТР-50 по состоянию на 2024 год. Всего поставлено 400 БТР-50[12][13]
- Гвинея — 10 БТР-50 по состоянию на 2024 год[13]
- ДР Конго — 3 БТР-50 по состоянию на 2024 год[13]
- Египет — 500 БТР-50 по состоянию на 2024 год[13]
- Индонезия:
  - Национальная армия Индонезии — 34 БТР-50ПК по состоянию на 2024 год[13]
  - Морская пехота Индонезии — 100 БТР-50П по состоянию на 2024 год[13]
- Иран — 300 БТР-50/60 по состоянию на 2024 год. Всего поставлено 270 БТР-50[12][13].
- КНДР — некоторое количество БТР-50 по состоянию на 2024 год. Всего поставлено 50 БТР-50[12][13].
- Куба — 500 БТР-50/60/152 по состоянию на 2024 год. Всего поставлено 200 БТР-50[14].
- Россия — 52 единицы БТР-50, по состоянию на 2024 год[15]
- Судан — от 20 до 30 БТР-50 по состоянию на 2017 год[16]. Некоторое количество по состоянию на 2024 год[13]. Всего 50 поставлено[12].

### Бывшие
- Алжир — 110 БТР-50П/OT-62, по состоянию на 2007 год[17]
- Ангола — 92 единицы БТР-50 поставлены из СССР в 1975 году[18]
- Афганистан — 100 единиц БТР-50 поставлены из СССР в период с 1965 по 1966 год[18]
- Баасистская Сирия — на вооружении БТР-50 по состоянию на 2024 год. Всего поставлено 550 БТР-50[12][13].
- Болгария — 700 единиц БТР-50 поставлены из СССР в период с 1960 по 1963 год[18]
- Босния и Герцеговина — 1 БТР-50, по состоянию на 2010 год[19]
- Венгрия — 150 единиц БТР-50 поставлены из СССР в 1960 году[18]
- ГДР — 200 единиц БТР-50 поставлены из СССР в период с 1959 по 1962 год, использовались ГДР под обозначениями SPW-50P и SPW-50PK[18]
- Израиль — некоторое количество БТР-50П, по состоянию на 2001 год[20], сняты с вооружения
- Индия — 200 единиц БТР-50 поставлены из СССР в период с 1978 по 1979 год[18]
- Ирак — некоторое количество БТР-50, по состоянию на 2002 год[21], сняты с вооружения
- Иран — ок. 150 БТР-50 сняты с вооружения в 90-х г. и находятся на складах длительного хранения.
- Кипр — 17 БТР-50П, по состоянию на 1990 год[22]
- Ливия — некоторое количество БТР-50, по состоянию на 2012 год[23]
- Никарагуа — 1 БТР-50ПУ поставлен из СССР в 1982 году[18]
- Перу — 10 единиц БТР-50 поставлены из СССР в 1976 году[18]
- Польша — 200 единиц БТР-50 поставлены из СССР в период с 1959 по 1962 год[18]
- Приднестровье — 5 БТР-50 по состоянию на 2017 год
- Республика Сербская — 19 шт. БТР-50 из состава ЮНА использовали вооружённые силы Республики Сербской[24]
- Сербия — по состоянию на 26 января 2015, на хранении находилось не менее 8 шт. БТР-50ПК и 41 шт. БТР-50ПУ[25]
- Словения — 2 БТР-50ПУ, по состоянию на 2007 год[26]
- Сомали — некоторое количество БТР-50, по состоянию на 2012 год[27]
- Югославия — 120 единиц БТР-50 поставлены из СССР в 1965 году[18]
- Финляндия — 186 BMP-1TJ и БТР-50 YVI[28], по состоянию на 2010 год[29]
- Хорватия — 7 БТР-50 на хранении на 2024 год[30]. Всего во время Югославских войн захвачено 26 единиц. Списаны с действительной службы в 2012 году.
- Южный Йемен — 100 единиц БТР-50 поставлены из СССР в 1973 году[18]

## Фотогалерея

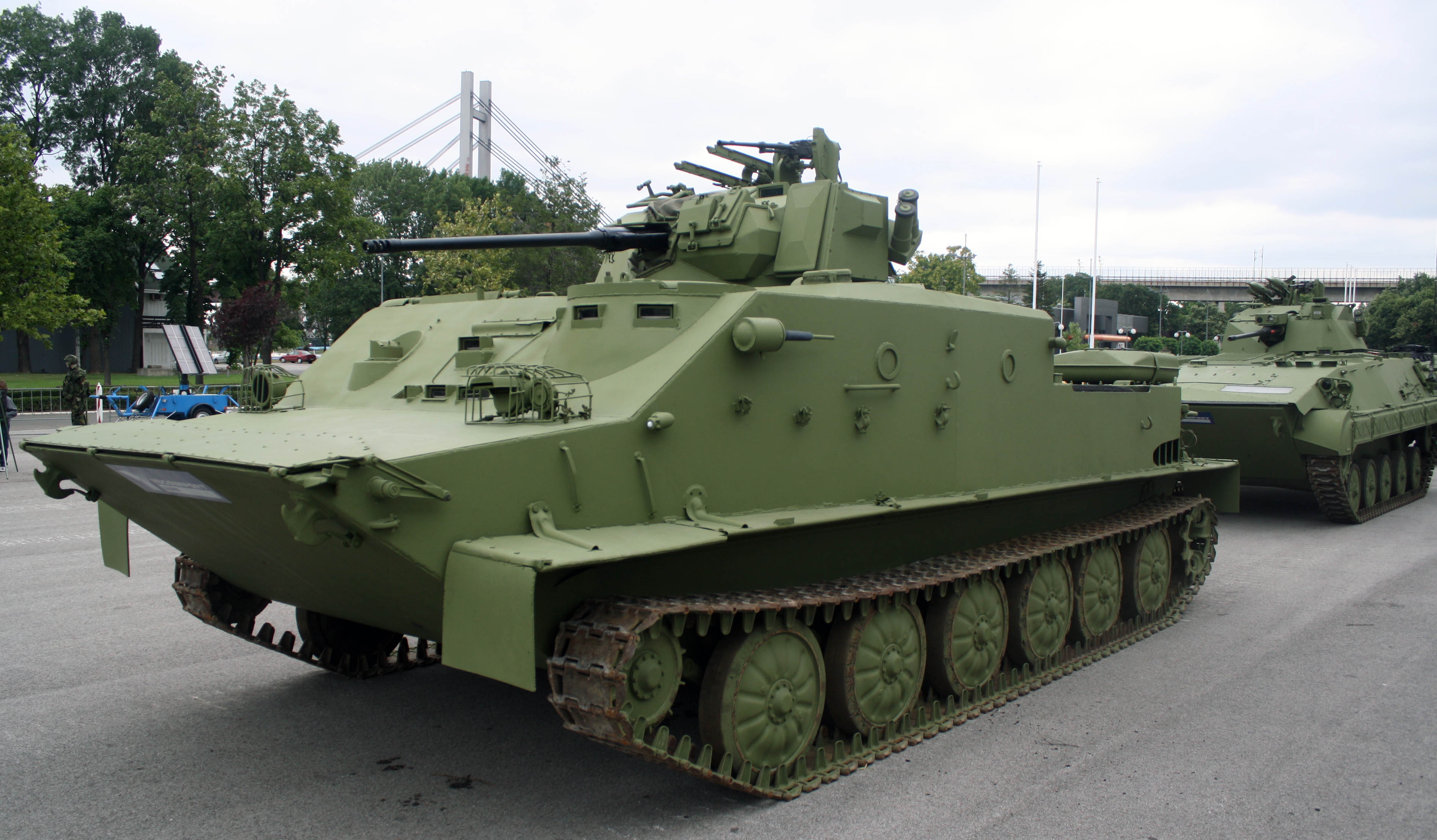
Сербская модернизация БТР-50S
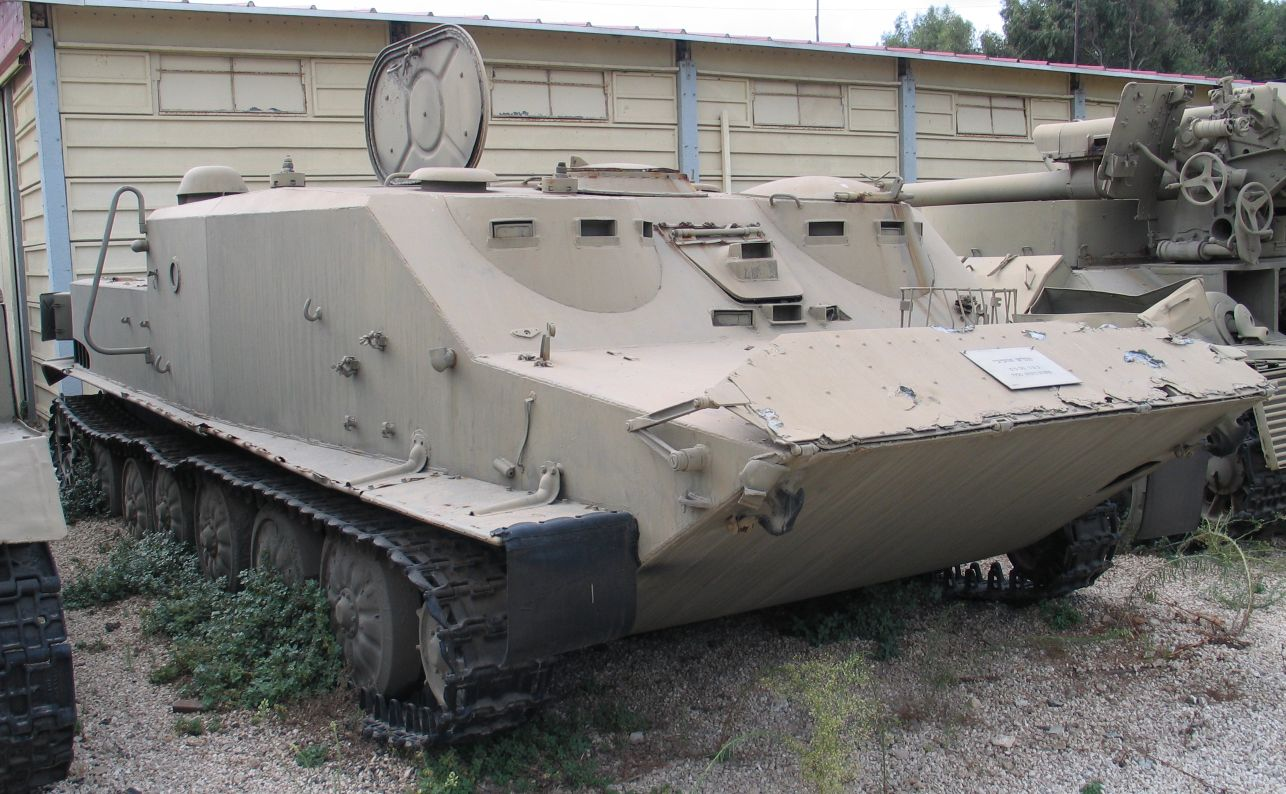
БТР-50ПУМ
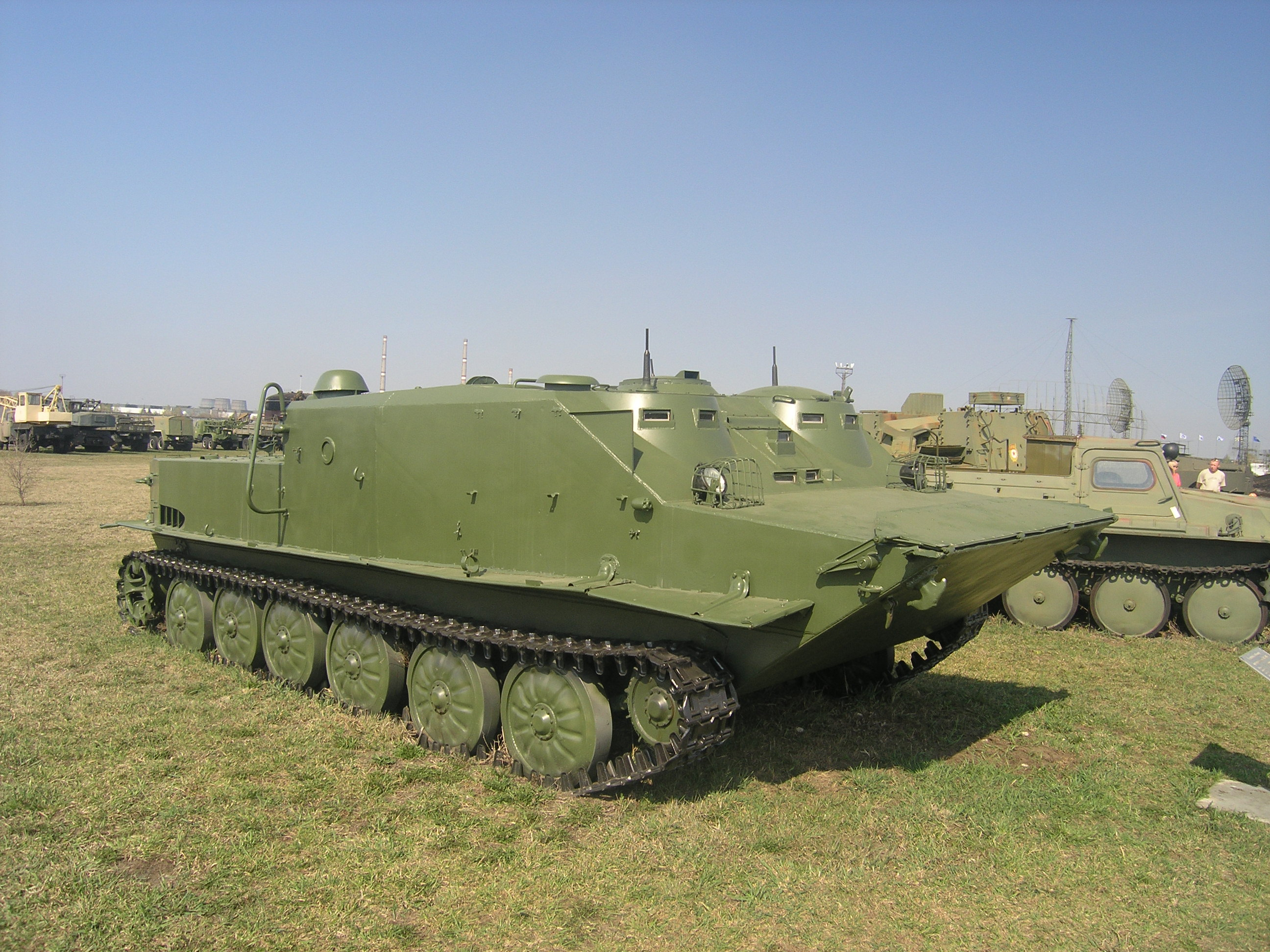
БТР-50ПУ в Тольятти
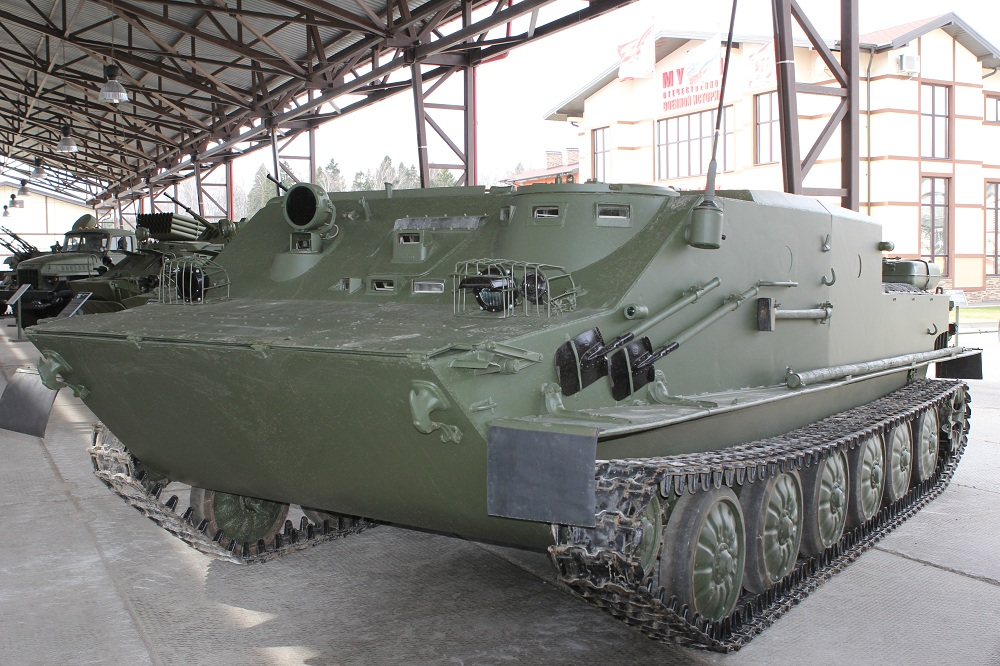
БТР-50 в Музее отечественной военной истории в деревне Падиково
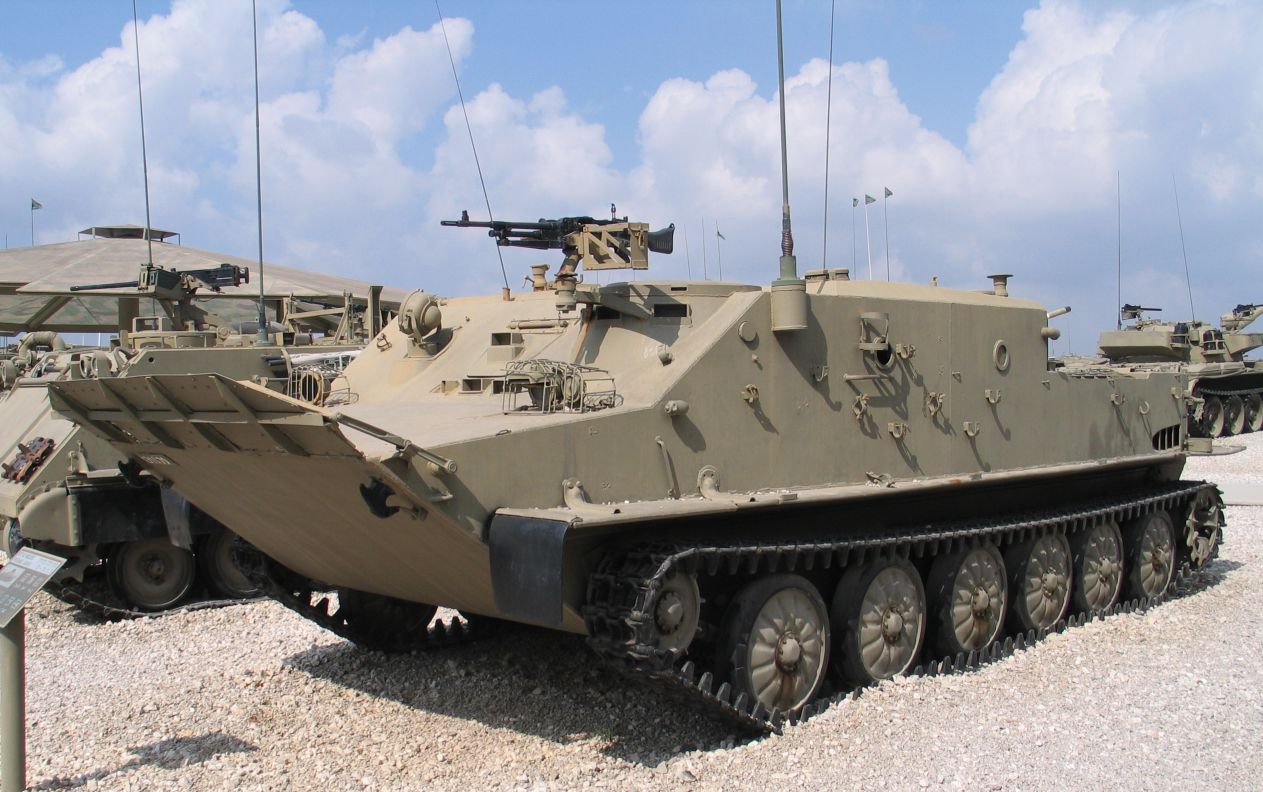
БТР-50 из музея в Латруне

### Видео
- Бронетранспортёр БТР-50 УТД-20 на YouTube